# 사랑과 성공
《사랑과 성공》은 1998년 9월 19일부터 이듬해 3월 7일까지 방영된 문화방송 주말연속극이다.

## 줄거리
두 이복자매의 사랑과 갈등, 성공을 그려낸 홈 멜로 드라마

## 등장 인물

### 주요 인물
- 오연수(김인애)
- 박상원(강태우) : 변호사
- 정선경(김명지) : 인애 이복동생
- 이재룡(김장수) : 인애 오빠

### 그 외 인물
- 김지영(길자)
- 김시원(윤자영)
- 박근형(김한조) : 인애, 장수 남매 아버지
- 고두심(송 여사) : 인애, 장수 남매 새어머니. 명지의 친모
- 김윤경(박 여사) : 인애, 장수 남매 친모
- 심양홍(이 원장)
- 변희봉(윤 부장)
- 정영숙(태우 어머니)
- 조형기(기태) : 길자 오빠
- 김선아(이미란) : 이 원장 딸
- 이규한(김명수) : 명지 동생
- 김애경, 김동주, 오승명, 현석, 문회원, 이은철, 강상구, 최윤정, 서지현, 황현준, 김세아, 구혜진, 김승수, 김일웅, 최세환, 박형선, 권인선, 송일국, 홍은희, 구민지, 이승아, 조재혁

## 결방 사유 및 편성 변경
- 1999년 2월 21일 : <국민과의 대화> 편성으로 인한 결방
- 1998년 10월 31일 : 제31회 AFC U-19 축구 선수권 대회 결승 <대한민국 VS 일본> 중계방송으로 인한 결방에 따라 저녁 7시에 방송

## 참고 사항
- 당초 <보고 또 보고> 후속 일일극으로 기획되었으나 톱스타 캐스팅이 어렵다는 판단에 따라 편성이 보류되었다.
- 50부작 주말극 <마음이 고와야지>가 초반에는 20%대의 시청률이 나오며 인기를 얻었으나 뒤로 갈수록 부족한 구성이 드러난 데 이어 여주인공 이승연의 면허취득 사건 때문에 점차 시청률이 감소하여 가을개편에 앞서 조기종영을 당하자 <마음이 고와야지> 후속 주말드라마로 급히 투입되었다.
- 이 때문에 <보고 또 보고>는 후속드라마의 준비가 차질을 빚어 울며 겨자먹기로 연장방영을 결정하여 1999년 2월로 종영 날짜를 늦추는 듯 했으나 높은 인기에 힘입어 2달 늘린 1999년 4월 막을 내렸다.
- 담당 PD 오현창은 <사랑과 성공>을 통해 처음 연속극 연출을 맡았다.
- 당초 여주인공 김인애 역은 이영애 등이 거론됐지만 일주일 내내 촬영스케줄이 빡빡하고 하루도 시간을 낼 수 없다는 이유로 출연을 고사하자 오연수가 설득 끝에 김인애 역으로 낙점됐다.
- 이 과정에서 당초 <너를 위하여>란 제목이 거론되었으나 KBS 2TV <야망의 전설>의 '야망'에 대비하기 위해 '성공'을 강조하는 제목인 <사랑과 성공>으로 변경된 바 있다.
- 김명지 역 1순위로 지목됐던 김현주는 영화 크리스마스에 눈이 내리면 (당시 제목은 '오!해피데이') 촬영 스케줄과 겹쳐 캐스팅 제의를 고사한 바 있었으며[1] <사랑과 성공> 외에도 KBS 2TV <종이학>, MBC <애드버킷> 등의 출연 제의를 거절했다.
- 우여곡절 끝에 정선경이 김명지 역으로 낙점됐다. 정선경은 이에 앞서 KBS 2TV <짝사랑> 출연을 확정지었으나 <사랑과 성공>에 캐스팅되면서 <짝사랑> 출연을 거절하여 KBS 측으로부터 항의를 받았다.[2]
- 강태우 변호사 어머니 역의 윤여정이 스케줄 상의 이유로 하차하자 정영숙이 대타로 들어갔다.
- 초반에는 반응이 저조했지만 <야망의 전설> 종영 후 높은 인기를 얻었는데, 공교롭게도 두 <야망의 전설>과 <사랑과 성공>의 두 여자 주인공 이름이 '김인애'로 같았다.
- 여러 차례의 간접광고, 불건전한 내용 등으로 방송위원회로부터 제재를 받았다.
- 오연수(극중 김인애 역)를 같은 방송사 월화 미니시리즈 <내일을 향해 쏴라>와 겹치기 출연시켜[3] 비난을 받았다.